# Diagrama de Ishikawa
O Diagrama de Ishikawa, também conhecido como Diagrama de Causa e Efeito ou Diagrama Espinha de peixe, é um gráfico cuja finalidade é organizar o raciocínio em discussões de um problema prioritário, em processos diversos, especialmente na produção industrial. Originalmente proposto pelo engenheiro químico Kaoru Ishikawa em 1943 e aperfeiçoado nos anos seguintes. O diagrama foi desenvolvido com o objetivo de representar a relação entre um “efeito” e suas possíveis “causas”. Esta técnica é utilizada para descobrir, organizar e resumir conhecimento de um grupo a respeito das possíveis causas que contribuem para um determinado efeito.

## Estudo e finalidade

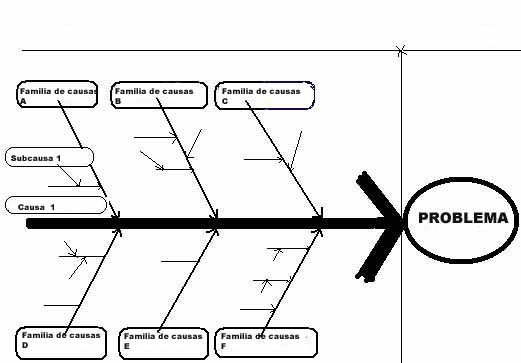
Exemplo de diagrama de Ishikawa.

Em sua estrutura, as prováveis causas dos problemas (efeitos) podem ser classificadas como sendo de seis tipos diferentes quando aplicada a metodologia 6M:
- Método: toda a causa envolvendo o método que estava sendo executado o trabalho;
- Material: toda causa que envolve o material que estava sendo utilizado no trabalho;
- Mão-de-obra: toda causa que envolve uma atitude do colaborador (ex: procedimento inadequado, pressa, imprudência, ato inseguro, etc.)
- Máquina: toda causa envolvendo a máquina que estava sendo operada;
- Medida: toda causa que envolve os instrumentos de medida, sua calibração, a efetividade de indicadores em mostrar as variações de resultado, se o acompanhamento está sendo realizado, se ocorre na frequência necessária, etc.
- Meio ambiente; toda causa que envolve o meio ambiente em si (poluição, calor, poeira, etc.) e, o ambiente de trabalho (layout, falta de espaço, dimensionamento inadequado dos equipamentos, etc.).

O Sistema permite estruturar hierarquicamente as causas potenciais de determinado problema ou oportunidade de melhoria, bem como seus efeitos sobre a qualidade dos produtos. Permite também estruturar qualquer sistema que necessite de resposta de forma gráfica e sintética (isto é, com melhor visualização).
O Diagrama pode evoluir de uma estrutura hierárquica para um diagrama de relações, uma das sete ferramentas da qualidade desenvolvidas por Ishikawa, que apresentam uma estrutura mais complexa e não hierárquica.
Ishikawa observou que, embora nem todos os problemas pudessem ser resolvidos por essas ferramentas, ao menos 95% poderiam ser, e que qualquer trabalhador fabril poderia efetivamente utilizá-las. Embora algumas dessas ferramentas já fossem conhecidas havia algum tempo, Ishikawa as organizou especificamente para aperfeiçoar o Controle de Qualidade Industrial nos anos 60.
Talvez o alcance maior dessas ferramentas tenha sido a instrução dos Círculos de Controle de Qualidade (CCQ). Seu sucesso surpreendeu a todos, especialmente quando foram exportados do Japão para o ocidente. Esse aspecto essencial do Gerenciamento da Qualidade foi responsável por muitos dos acréscimos na qualidade dos produtos japoneses e, posteriormente, muitos dos produtos e serviços de classe mundial.
Um dos méritos desta ferramenta é sua capacidade de trabalhar com diversos pontos de vistas, compartilhando o conhecimento comum sobre o problema e incentivando que os membros da equipe visualizem o sintoma e as possíveis causas de um problema como parte de todo um sistema (induz ao pensamento sistêmico).
Uma das grandes vantagens do diagrama está no fato deste fornecer uma conexão visual entre o efeito observado (disposto no lado direito do diagrama) e todos os possíveis fatores que contribuem para ele (dispostos à esquerda). As espinhas principais representam as causas primárias (macro-causas) do problema e as ramificações dessas espinhas representam as causas secundárias ou oriundas de processos anteriores. A ideia é que, no final da espinha, chegamos às micro causas reais e específicas do que está causando aquele efeito

## Utilização
Não há limites para a utilização do diagrama de Ishikawa. As empresas que preferem ir além dos padrões convencionais podem identificar e demonstrar em diagramas específicos a origem de cada uma das causas do efeito, isto é, as causas das causas do efeito. A riqueza de detalhes pode ser determinante para uma melhor qualidade dos resultados do projeto. Quanto mais informações sobre os problemas da empresa forem disponibilizadas, maiores serão as chances de se livrar deles.
Essa ferramenta dá ao usuário uma lista de itens para serem conferidos por meio do qual se consegue uma rápida coleta de dados para várias análises. Essas informações são utilizadas para se obter uma localização da causa dos problemas,e utilizadas muito na segurança do trabalho.

### Exemplos
Um diagrama de causa e efeito bem detalhado tomará a forma de uma "espinha-de-peixe" (daí, inclusive, o nome alternativo de "Diagrama Espinha-de-Peixe"). A partir de uma definida lista de possíveis causas, as mais prováveis são identificadas e selecionadas para uma melhor análise. Ao examinar cada causa, o usuário deve observar fatos que mudaram, como por exemplo, desvios de norma ou de padrões. Deve se lembrar também de eliminar a causa e não o sintoma do problema, além de investigar a causa e seus contribuidores tão fundo quando possível.
Componentes

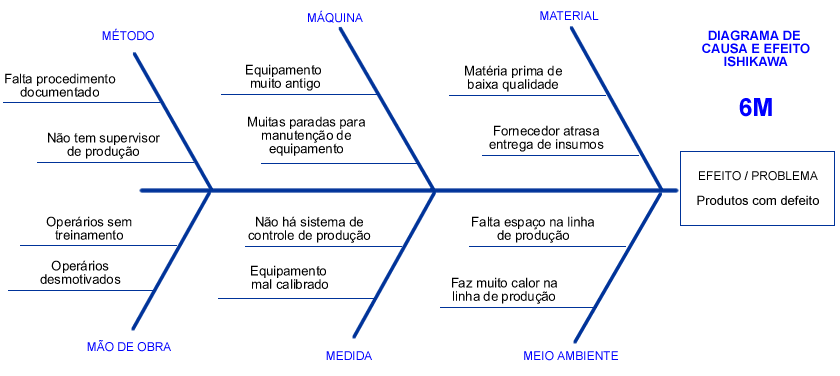
Ex: diagrama de produto defeituoso

1. Cabeçalho: Título, data, autor (ou grupo de trabalho).
2. Efeito: Contém o indicador de qualidade e o enunciado do projeto (problema). É escrito no lado direito, desenhado no meio da folha.
3. Eixo central: Uma flecha horizontal, desenhada de forma a apontar para o efeito. Usualmente desenhada no meio da folha.
4. Categoria: representa os principais grupos de fatores relacionados com efeito. As flechas são desenhadas inclinadas, as pontas convergindo para o eixo central.
5. Causa: Causa potencial, dentro de uma categoria que pode contribuir com o efeito. As flechas são desenhadas em linhas horizontais, apontando para o ramo de categoria.
6. Sub-causa: Causa potencial que pode contribuir com uma causa específica. São ramificações de uma causa.

O efeito ou problema é fixo no lado direito do desenho e as influências ou causas maiores são listadas de lado esquerdo.
Os diagrama de causa e efeito tem a finalidade de descobrir a causa raiz de um determinada problema(efeito), por isso deve ser trabalhado em grupo e não individualmente, pois toda ideia é bem vinda, além de levar menos tempo até solucionar o problema.
Cuidados
Alguns cuidados devem ser tomados ao se elaborar um diagrama de Causa e Efeito. O primeiro deles é ter em mente que as causas listadas são causas prováveis, ou seja, são hipóteses. Deste modo, antes de começar a elaborar um plano de ação para corrigir as causas prováveis, é necessário confirma-las. Não se deve investir dinheiro em um plano de ação em que não há certeza, ou pelo menos uma grande convicção, sobre as causas.

## Quando utilizar?
Esta ferramenta é muito útil e aplicável a quase todos os projetos de melhoria. Uma das aplicações mais interessantes feitas pela nossa equipe foi em um projeto cujo objetivo era aumentar o volume de vendas pelo telefone de uma empresa do ramo de equipamentos de proteção elétrica.
Por meio do diagrama foi possível consolidar todas as possíveis causas para o fechamento ou não das propostas. Isto possibilitou a nossa equipe entender quais fatores os vendedores julgavam importantes para o fechamento do pedido. Alguns dos fatores que apareceram foram tempo de follow-up, mudança de vendedor, preço, prazo de entrega e prazo de pagamento.
Levantada todas as possíveis causas para o fechamento do pedido por meio do diagrama, foi possível elaborar um plano de testes e verificar quais delas eram factíveis. Para a surpresa de todos, muitas das “verdades” acabaram indo por terra. O fator que mais espanto causou foi o impacto que o tempo para envio da proposta e o tempo até o primeiro follow-up tem na probabilidade de fechamento.
Deixar a proposta para o dia seguinte reduzia em 50% a chances de ela ser fechada. Assim, ficou claro que a empresa deveria desburocratizar esse processo, pois sua velocidade interna era muito menor do que a velocidade que o mercado demanda. Sem o diagrama de causa e efeito seria impossível descobrir tais problemas.

## Razões e benefícios

### Razões
- Para identificar as informações a respeito das causas do seu problema;
- Para organizar e documentar as causas potenciais de um efeito ou característica de qualidade;
- Para indicar o relacionamento de cada causa e sub-causa as demais e ao efeito ou característica de qualidade;
- Reduzir a tendência de procurar uma causa "Verdadeira", em prejuízo do desconhecido, ou esquecimento de outras causas potenciais.

### Benefícios
- Ajuda a enfocar o aperfeiçoamento do processo;
- Registra visualmente as causas potenciais que podem ser revistas e atualizadas;
- Provê uma estrutura para o brainstorming;
- Envolve todos.